# 사업 지원 시스템
사업 관리 시스템(business support systems, BSS)은 통신 서비스 제공자(곧, 통신회사)가 고객들을 대상으로 사업 운영을 수행하기 위해 사용하는 요소들이다.
운용 지원 시스템(OSS)과 더불어 다양한 단대단 통신 서비스(예: 전화 서비스)를 지원하기 위해 사용된다. BSS와 OSS는 자신만의 데이터 및 서비스 책임이 있다. 이 두 시스템은 함께 OSS/BSS, BSS/OSS, 단순히 B/OSS로 부르기도 한다.
OSS라는 두문자는 전체 시스템으로 간주되는 모든 사업 지원 시스템들을 가리키는 단수형으로 사용되기도 한다.

## 역할
- 제품 관리
- 고객 관리
- 소득 관리
- 주문 관리